# Armands Zvirbulis
Armands Zvirbulis (ur. 11 września 1987 roku) – łotewski zapaśnik walczący w stylu wolnym. Olimpijczyk z Londynu 2012, gdzie zajął dziesiąte miejsce w kategorii 84 kg.
Piąty na mistrzostwach świata w 2011, a także na mistrzostwach Europy w 2012. Dziesiąty na igrzyskach europejskich w 2015. Mistrz Europy juniorów w 2007 roku. Zajął 23. miejsce na Uniwersjadzie w 2013, jako zawodnik Latvian Academy of Sport Education w Rydze.